# Gnadengeld
Allgemein war das Gnadengeld eine (meist regelmäßige) Zahlung ohne Rechtsanspruch.
- Familien von Bergleuten erhielten oft ein Gnadengeld, wenn der Bergmann aus alters- oder gesundheitlichen Gründen (z. B. Unfall oder Staublunge) nicht mehr arbeiten konnte oder bei einem Grubenunglück zu Tode kam.

- Auch eine Unterstützung für die mittellosen Hinterbliebenen (Witwe, unmündige Kinder) von Börsenspekulanten, die durch Suizid starben, wurde Gnadengeld genannt.

- Spenden begüterter Personen (z. B. des Königs) nannte man ebenfalls Gnadengelder.